# Lutetium(III)-bromid
Lutetium(III)-bromid ist eine anorganische chemische Verbindung des Lutetiums aus der Gruppe der Bromide.

## Gewinnung und Darstellung
Lutetium(III)-bromid kann durch Reaktion von Lutetium mit Bromwasserstoff gewonnen werden.
{\displaystyle \mathrm {2\ Lu+6\ HBr\longrightarrow 2\ LuBr_{3}+3\ H_{2}} }
Lutetium(III)-bromid-hydrat kann durch Entwässerung mit Ammoniumbromid in das Anhydrat umgewandelt werden.

## Eigenschaften
Lutetium(III)-bromid ist ein weißer stark hygroskopischer Feststoff mit einer Kristallstruktur von Eisen(III)-bromid-typ.